# 消費者教育
消費者教育（しょうひしゃきょういく）は、経済行為の主体としての消費者としての態度を育成するための教育のことである。

## 概要
日本の学校教育においては、主に社会科や家庭科で実施される。また社会教育の上でも、啓発活動や市民講座などの形で実施されることもある。
経済・消費や消費者としての行動など、必要な知識を得てふさわしい態度・行動をとることができるようになることを視野に入れている。具体的な学習・教育内容としては、商品経済全体を概観する経済学習、消費者の行動や心理、消費者保護の理念やシステム、など多岐にわたる。

## 歴史
経済発展や消費社会の発展に伴い、消費者としての態度を育成するという視点が、社会的に求められる重要な課題となった。
国民生活審議会は1966年、「消費者保護組織及び消費者教育に関する答申」を発表した。答申の中で学校教育における「消費者保護」の理念の導入を提言した。提言を受け、1969年告示・1972年実施（中学校）、1970年告示・1973年実施（高等学校）の学習指導要領では、中学校・高等学校の社会科に消費者保護の理念が初めて明記された。